# Homaliodendron pinnatelloides
Homaliodendron pinnatelloides là một loài rêu trong họ Neckeraceae. Loài này được Herzog mô tả khoa học đầu tiên năm 1919.